# Heterocentron floribundum
Heterocentron floribundum är en tvåhjärtbladig växtart som beskrevs av Henry Allan Gleason. Heterocentron floribundum ingår i släktet Heterocentron och familjen Melastomataceae. Inga underarter finns listade i Catalogue of Life.